# Cynorta propria
Cynorta propria is een hooiwagen uit de familie Cosmetidae.